# David Rozehnal
David Sebastian Klement Rozehnal (sinh ngày 5 tháng 7 năm 1980) là một cựu cầu thủ bóng đá người Séc thi đấu ở vị trí hậu vệ cho câu lạc bộ nghiệp dự Sokol Kožušany. Anh đã từng chơi bóng cho hàng loạt câu lạc bộ ở châu Âu, có hơn 400 trận ra sân trong suốt sự nghiệp trải dài hai thập niên và giải nghệ thi đấu chuyên nghiệp vào tháng 4 năm 2018.

## Sự nghiệp cấp câu lạc bộ
Rozehnal khởi nghiệp bóng đá chuyên nghiệp tại SK Sigma Olomouc, tại đây anh thể hiện tốt giúp được triệu tập lên tuyển U-21 Cộng hòa Séc. Năm 2003, anh được câu lạc bộ Club Brugge của Bỉ ký hợp đồng. Năm 2004, Rozehnal khoác áo Cộng hòa Séc để đá tại giải vô địch bóng đá châu Âu 2004; đội bóng đã vào được tới vòng bán kết trước khi bị tuyển Hy Lạp loại. Anh giành chức vô địch Cúp bóng đá Bỉ trong mùa giải đầu tiên khoác áo Brugge và giải bóng đá vô địch quốc gia Bỉ vào năm 2005. Anh ký hợp đồng với Paris Saint-Germain vào tháng 6 năm 2005.
Rozehnal thi đấu tất cả ba trận của Cộng hòa Séc tại giải vô địch bóng đá thế giới 2006 và là cầu thủ có số lần khoác áo tuyển nhiều thứ 33 trong lịch sử Séc. Tại Paris Saint Germain mùa 2006–07, anh được tôn vinh là cầu thủ hay nhất năm của đội bóng. Phong độ ấn tượng của anh đã thu hút sự chú ý của những Borussia Dortmund, Newcastle United và Sevilla. Các nguồn tin thân cận với hậu vệ này xác nhận anh ưu tiên chuyển đến Newcastle.

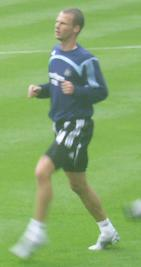
Rozehnal trong màu áo Newcastle.

Ngày 22 tháng 6 năm 2007, đại diện của Rozehnal xác nhận rằng đã đạt "thỏa thuận nhất định" để cầu thủ này chuyển sang đầu quân cho Newcastle United. Anh trải qua buổi kiểm tra y tế vào ngày 25 tháng 6 và Newcastle xác nhận rằng vụ chuyển nhượng đã được hoàn tất vào ngày 29 tháng 6 với mức phí 2,9 triệu bảng Anh.
Ngày 11 tháng 8 năm Rozehnal có trận ra mắt Newcastle trong trận gặp Bolton Wanderers.
Rozehnal rời Newcastle để đầu quân cho Lazio dưới dạng cho mượn cho đén hết mùa giải 2007–08 vào ngày 31 tháng 1 năm 2008, mặc dù chỉ ký hợp đồng vào tháng 6 năm 2007. Sau khi chỉ chơi 7 trận cho Lazio trong thời gian cho mượn, vẫn chưa rõ rằng câu lạc bộ có muốn ký dài hạn với anh không. Ngày 9 tháng 6 năm 2008, Lazio xác nhận đã ký hợp đồng lâu dài với Rozehnal. còn Newcastle thu lại đầy đủ 2,9 triệu bảng Anh mà họ từng bỏ ra ban đầu để có được hậu vệ này.
Chỉ sau một năm chơi bóng ở Ý, Rozehnal rời S.S. Lazio vào ngày 29 tháng 7 năm 2009 để đầu quân cho câu lạc bộ hàng đầu của Đức là Hamburger SV, với bản hợp đồng được ký có thời hạn đến ngày 30 tháng 6 năm 2012. Sau một mùa bóng tồi tệ và Rozehnal phải trả giá đắt vì mắc nhiều sai sót, anh đã bị đẩy khỏi đội một và bị yêu cầu tìm một câu lạc bộ mới. Ngày 31 tháng 8 năm 2010, HSV xác nhận rằng Rozehnal sẽ chuyển đến câu lạc bộ Lille OSC của Pháp dưới dạng cho mượn miễn phí kéo dài một năm, còn Hamburg vẫn phải thanh toán một phần lương của anh. Trong thời gian anh ở Lille, đội bóng này tiến đến chung kết Cúp bóng đá Pháp 2011 nơi anh đương đầu với câu lạc bộ cũ PSG. Lille thắng 1–0 trong trận chung kết và nâng cao cúp bóng đá Pháp đầu tiên kể từ năm 1955. Sau mùa giải 2010–11 cùng Lille, Rozehnal đã ký hợp đồng dài hạn với Lille.
Rozehnal giải nghệ bóng đá chuyên nghiệp vào ngày 4 tháng 4 năm 2018 và gia nhập Sokol Kožušany, đội bóng đang chơi ở giải hạng 7 trong hệ thống giải bóng đá Cộng hòa Séc. Anh trai là Marek cũng chơi cho câu lạc bộ kể trên. Anh có trận ra mắt câu lạc bộ vào dịp cuối tuần kế tiếp.

## Sự nghiệp cáp đội tuyển
Rozehnal từng đại diện cho nước nhà tranh tài tại giải vô địch bóng đá châu Âu 2004, giải vô địch bóng đá thế giới 2006 và giải vô địch bóng đá châu Âu 2008, trở thành cầu thủ có số lần khoác áo tuyển nhiều thứ 33 trong lịch sử Cộng hòa Séc.

## Danh hiệu
Club Brugge
- Giải bóng đá vô địch quốc gia Bỉ: 2004–05
- Cúp bóng đá Bỉ: 2005

PSG
- Cúp bóng đá Pháp: 2005–06

Lazio
- Cúp bóng đá Ý: 2008–09

Lille
- Cúp bóng đá Pháp: 2010–11
- Ligue 1: 2010–11

## Đời tư
Rozehnal hiện đã kết hôn với Petra và sinh đứa con đầu lòng tên Luka vào ngày 3 tháng 10 năm 2007.